# Марія Москвіні
Марія Москвіні (англ. Marie Mosquini; 3 грудня 1899 — 21 листопада 1983) — американська кіноакторка. З 1917 по 1929 знялася в 202 фільмах. Пізніше радіоаматорка.

## Життєпис
Після закінчення середньої школи почала працювати на кіностудії Хела Роуча, в багатьох комедіях разом з такими зірками як Гарольд Ллойд, Снуб Поллард, і Стен Лорел.
У 1930 року Марія Москвіні припинила зніматися і одружилася з винахідником Лі де Форестом, на 26 років старшим за неї. Прожила з ним до його смерті в 1961 році. У 1967 році Москвіні пожертвувала документи чоловіка і історичні прототипи в Perham Foundation (в даний час зберігаються в Парку історії Сан-Хосе). 
У 1968 році стала радіоаматоркою; її позивний був WB6ZJR. У 1973 році взяла участь у радіопередачі, присвяченій сторіччю з дня народження чоловіка.
Народилася і померла в Лос-Анджелесі.

## Вибрана фільмографія
- 1917 — Всі на борт / All Aboard
- 1917 — Дикі жінки / Lonesome Luke's Wild Women
- 1917 — Самотній Люк на Tin Can Alley / Lonesome Luke on Tin Can Alley
- 1918 — Вона не любить мене / She Loves Me Not
- 1919 — З рук до рота / From Hand to Mouth
- 1919 — Діти капітана Кідда / Captain Kidd's Kids — пірат
- 1919 — Тільки його батько / His Only Father
- 1919 — Заплатіть належне / Pay Your Dues
- 1919 — Будьте моєю дружиною / Be My Wife
- 1919 — Діти капітана Кідда / Captain Kidd's Kids — пірат
- 1919 — Не штовхайтесь / Don't Shove
- 1919 — Компанія китайське рагу / Chop Suey & Co.
- 1919 — Перерахуйте свою зміну / Count Your Change
- 1919 — Повернутися до лісу / Back to the Woods
- 1919 — Сусіди / Just Neighbors — прислуга